# حدیث قدسی

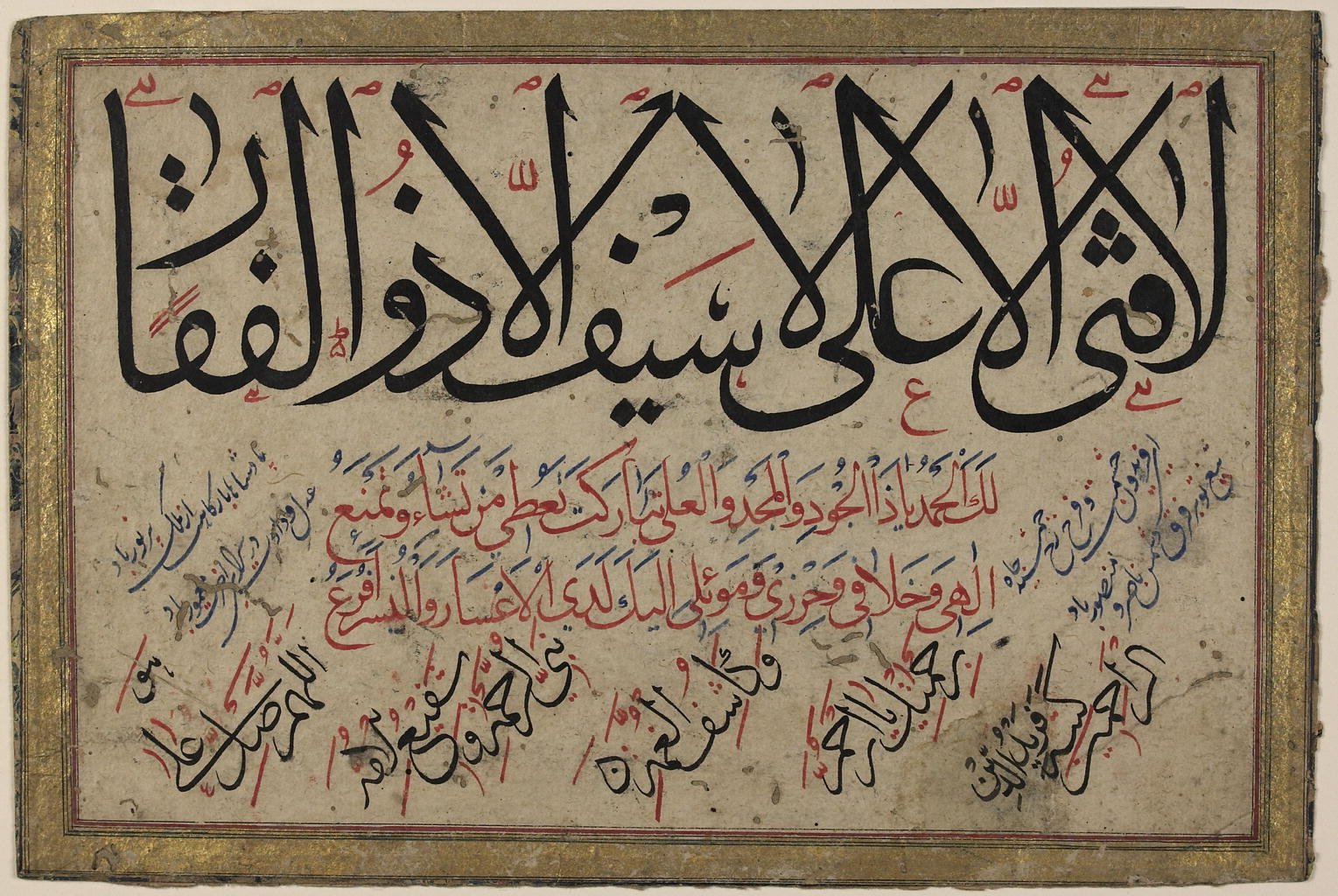
حدیثی قدسی که پس از شجاعت و جنگ‌آوری علی در جنگ احد بر محمد نازل شد: «هیچ جوان‌مردی هم‌چون علی و هیچ شمشیری هم‌چون ذوالفقار نیست.»

حدیث قدسی کلامی است که به باور مسلمانان از سوی خدا بدون به چالش طلبیدن ناباوران (تحدی) و بدون غرض اعجاز به پیامبر وحی شده است.

## تفاوت حدیث قدسی با آیات قرآن
از دید مؤمنین به اسلام حدیث قدسی از جهات ذیل با قرآن متفاوت است:
1. مشتمل بر اعجاز نیست
2. در نماز به عنوان قرائت کاربرد ندارد.
3. مسّ آن بدون طهارت جایز است.[۳]